# M.2 Città di Ferrara
Il dirigibile M.2 "Città di Ferrara" era un dirigibile di tipo semirigido costruito in Italia dallo Stabilimento Costruzioni Aeronautiche di Roma nella seconda metà degli anni dieci del XX secolo per scopi militari. L'M.2 apparteneva alla "Classe M" progettata dall'ingegnere Gaetano Arturo Crocco.

## Storia del progetto
Nel 1910 la legge di potenziamento dell'aeronautica aveva previsto la costruzione di 9 dirigibili, di cui tre piccoli, cinque medi e uno grande. I dirigibili medi (tipo M), del tipo semirigido, vennero progettati dagli ufficiali del genio militare Gaetano Arturo Crocco e Ottavio Ricaldoni. Il primo di essi, l'M.1, dotato di 2 motori Fiat S-76A da 200 CV, fu assegnato in forza al Regio Esercito. Nel 1913 la Regia Marina decise anch'essa di dotarsi di dirigibili, e il primo di essi, l'M.2, venne costruito a Vigna di Valle su specifiche emesse dai suoi tecnici. Essi, preoccupati di dover incontrare velivoli nemici durante le missioni sull'Adriatico, richiesero la sostituzione dei due motori Fiat con quattro di origine inglese Wolseley da 125 CV, azionanti un'elica ogni coppia di motori, al fine di aumentare al massimo la velocità ottenibile, che raggiunse gli 82 km/h. A causa dell'aumento del peso il carico trasportabile si ridusse di circa 300 kg (arrivò a un massimo di 3 000 kg), e la quota massima di tangenza raggiungibile scese a meno di 2 000 m.
Il dirigibile venne gonfiato per la prima volta il 26 maggio 1913, ed andò in volo per la prima volta il 13 luglio, dopo avere ricevuto importanti modifiche alla navicella. L'11 agosto l'aeronave eseguì un volo di prova sulla città di Roma, con un aereo che lanciava ordigni incendiari sopra il dirigibile, mentre quest'ultimo cercava di sottrarsi all'attacco, eseguendo manovre di disimpegno. Il 26 agosto fece un volo di prova di due ore a Bracciano con a bordo il Ministro della Marina on Enrico Millo.
Una volta rientrato a Vigna di Valle ne venne disposto il trasferimento sull'Aeroporto di Ferrara-San Luca, cosa che avvenne il 27 dello stesso mese, eseguendo un volo di 380 km in sette ore e mezza al comando del Tenente di vascello Emanuele Ponzio con il Tenente di Vascello Giovanni Battista Carniglia, il Sottotenente di Vascello Giacinto Valerio ed il Capo meccanico Antonio Mantero.

## Tecnica
Si trattava di un dirigibile da alta quota di tipo semirigido, con la navicella appesa al pallone per mezzo di cavi collegati ai nodi di una catenaria di cavo d'acciaio, cucita sulla gualdrappa del dirigibile e collegata alla trave rigida di carena. I timoni di direzione erano due, posizionati sulla parte posteriore del dirigibile, ed aventi configurazione biplana.
La propulsione era affidata a quattro motori Wolseley a 8 cilindri a V raffreddati ad acqua, eroganti la potenza di 125 CV ciascuno, posizionati in coppia al centro della navicella ed azionanti eliche bipala lignee. I propulsori consentivano all'aeronave di raggiungere una velocità massima di circa 82 km/h.

## Impiego operativo
A Ferrara, tra la fine del 1913 e il 1914 l''M.2 eseguì numerosi volo di prova, tra cui quello sul percorso Ferrara, Ancona, Capo Gargano, Golfo di Manfredonia e ritorno percorrendo 1.200 km senza alcuno scalo tecnico, in 21 ore conquistando il primato di durata e distanza senza scalo. 
Dal 13 al 16 aprile 1914 l'M2 partecipò ad interessanti manovre combinate fra aeromobili, dirigibili e sommergibili fra Venezia ed Ancona.
Nel maggio 1914, durante un'apposita cerimonia, venne consegnata al dirigibile la bandiera di guerra, donata da un comitato di dame della città. Rinominato M.2 Città di Ferrara, nel maggio 1915 fu trasferito aeroscalo di Jesi al comando del Tenente di Vascello Castruccio Castracane.
Dopo l'entrata in guerra del Regno d'Italia, avvenuta il 24 maggio, l'aeronave venne subito impiegata in missioni operative con un pattugliamento costiero e conseguente bombardamento di navi austro-ungariche. Le ostilità iniziarono nella notte tra il 23 e il 24 maggio, e i due dirigibili della Regia Marina, il V.1 Città di Jesi e lo M.2 Città di Ferrara ebbero il compito di effettuare un'incursione sulla piazzaforte navale di Pola, intercettando nel contempo eventuali unità nemiche in avvicinamento alle coste nazionali. L'M.2 Città di Ferrara, partito alle ore 23:20, si trovò coinvolto in un'operazione che la k.u.k. Kriegsmarine stava conducendo contro diversi obbiettivi lungo la costa italiana. Alle ore 0.28, inquadrato dai pezzi d'artiglieria di un incrociatore leggero, rinunciò all'azione contro Pola invertendo la rotta. Mentre rientrava alla base di partenza, alle 5:10 del mattino l''M.4 Città di Ferrara sganciò alcune bombe sulle unità navali che avevano appena bombardato Porto Corsini, Senigallia e Ancona, tra di esse l'esploratore Novara, senza conseguire alcun risultato. Raggiunto da due idrovolanti nemici il comandante sospese l'azione rientrando all’aeroscalo di Jesi.
Il 30 maggio decollò dall'aeroscalo di Campalto, vicino a Venezia, per bombardare Pola dove riuscì a sganciare alcune bombe e a sfuggire al fuoco dell'artiglieria antiaerea. Grazie alle nubi e all'oscurità i fari della contraerea non riuscirono a inquadrarlo e a inseguirlo. L'8 giugno successivo, al rientro da una missione di bombardamento contro gli stabilimenti Whitehead e i cantieri navali Ganz & Co. Danubius di Fiume, il dirigibile, al comando del capitano Castruccio Castracane degli Antelminelli, fu colpito e gravemente danneggiato. L'M.2 Città di Ferrara tentò di ritornare alla base, ma nuovamente colpito da un aereo avversario cadde in mare a 20 km da Premuda. L'impatto sulla superficie del mare causò la morte di due membri dell'equipaggio, mentre i superstiti vennero raccolti da una torpediniera austro-ungarica e fatti prigionieri. Ciò che restava dell'aeronave fu distrutto da un idrovolante nemico tramite l'uso di razzi incendiari.

## Utilizzatori
Italia
- Regia Marina

### Annotazioni
1. ↑  Oltre al comandante si trovavano a bordo due altri ufficiali, due motoristi, due artefici e due timonieri.

### Fonti
1. 1 2 3 4 5 6  Mancini 1936, p. 239.
2. ↑  Pesce 1982, p. 134.
3. 1 2 3 4 5 6 7 8  Pesce 1982, p. 56.
4. 1 2 3 4 5 6  Pesce 1982, p. 57.
5. 1 2 3 4 5 6 7 8 9 10 11 12 13  Comune di Ferrara.